# KN-02 Toksa
KN-02 Toksa (кор. 독사; lit. Viper 毒蛇), Hwasong-11, Токса, — северокорейская модификация баллистической ракеты малой дальности OTR-21 «Точка» местного производства.

## Конструирование и разработка
В 1983 году Сирия приобрела у Советского Союза несколько ракет 9К79 «Точка» (SS-21 Scarab-A) — одноступенчатых твердотопливных управляемых ракет с дальностью 70 км и круговым вероятным отклонением 160 м. В 1996 году сирийские специалисты предоставили Северной Корее технические данные о ракетах, а затем отправили часть ракет. Первое испытание ракеты северокорейского производства было проведено в апреле 2004 года и закончилось неудачей, но затем 1 мая 2005 года ракета была успешно запущена в Японское море; испытания KN-02 проводились не менее 17 раз. Считается, что её производство началось в 2006 году, когда ракета была показана на пусковой установке во время военного парада в апреле 2007 года, а на вооружение она поступила в 2008 году. Предполагается, что на вооружении находится не менее 50 ракет.
KN-02 — это баллистическая ракета малой дальности, в целом эквивалентная ракете «Точка У». Хотя у нее меньшая дальность действия, чем у других северокорейских ракет, она обладает превосходной точностью, её круговое вероятное отклонение около 100 м, за счет инерциального наведения с системой оптической коррекции на конечной фазе, что делает ее самой точной баллистической ракетой в арсенале; это позволяет использовать её для точечных ударов по приоритетным целям, таким как аэродромы, командные пункты, мосты, склады и даже для ударов по скоплениям войск противника для тактической поддержки на поле боя. Её боевая часть весит 485 кг и, вероятно, может быть осколочно-фугасной, кассетной, ядерной или химической. Ракета имеет дальность 120—140 км, которую можно увеличить до 160 км за счёт снижения полезной нагрузки до 250 кг.
Существенным отличием российского комплекса «Точка» от северокорейского KN-02 является пусковая установка. В то время как российская ракета транспортируется и запускается с трёхосного амфибийного автомобильного шасси 9П129, пусковая установка для KN-02 представляет собой местную версию белорусского тяжелого коммерческого грузовика МАЗ-630308-224 или -243, максимальная скорость которого составляет 60 км/ч и он не является амфибией. Установка имеет короткий цикл стрельбы, для подготовки к пуску требуется 16 минут, для запустить ракеты — 2 минуты, и для перезарядки — 20 минут (с помощью перезаряжающей машины аналогичной конструкции, оснащенной краном и вмещающей еще 2–4 ракеты).

### Дальнейшие разработки
В 2013 году в отчетах южнокорейской разведки говорилось, что Северная Корея разрабатывает версию противокорабельной баллистической ракеты KN-02. Её дальность оценивается в 200–300 км, больше, чем нынешние варианты HY-2, и её будет намного сложнее перехватить из-за более высокой скорости.
В марте 2014 года южнокорейский военный источник заявил, что дальность полета KN-02 увеличена до 170 км за счет улучшения характеристик двигателя. Источник также утверждал, что Северная Корея располагала 100 ракетами с 30 пусковыми установками. В августе 2014 года три запущенных ракеты KN-02 достигли дальности 220 км и, по оценкам, круговое вероятное отклонение составило 100 метров.
Hwasong-11/KN-02 повышенной дальности обозначается как KN-10. Ожидается, что дальность полёта ракеты превысит 230 км.
США идентифицировали систему KN-10 в 2010 году.

## Операторы
- Северная Корея